# 渡辺順平
渡辺 順平（わたなべ じゅんぺい、1905年1月1日 - 1976年6月28日）は、日本の経営者。山之内製薬社長を務めた。岐阜県出身。

## 経歴・人物
1925年に富山薬学専門学校を卒業し、1933年には東亜化学研究所を設立。1939年3月に山之内製薬取締役に就任し、1950年11月に常務、1962年2月に専務を経て、1968年8月には社長に就任。1974年8月には会長に就任。
1976年6月28日肺腫瘍のために死去。71歳没。